# Joseph L. Rhinock
Joseph Lafayette Rhinock (* 4. Januar 1863 in Owenton, Owen County, Kentucky; † 20. September 1926 bei New Rochelle, New York) war ein US-amerikanischer Politiker. Zwischen 1905 und 1911 vertrat er den Bundesstaat Kentucky im US-Repräsentantenhaus.

## Werdegang
Noch in seiner Jugend zog Joseph Rhinock nach Covington, wo er die öffentlichen Schulen besuchte. Danach wurde er in der Ölbranche tätig. Politisch wurde er Mitglied der Demokratischen Partei. Er wurde zunächst in den Stadtrat von Covington gewählt und war zwischen 1893 und 1900 Bürgermeister dieser Stadt. Bei den Kongresswahlen des Jahres 1904 wurde Rhinock im sechsten Wahlbezirk von Kentucky in das US-Repräsentantenhaus in Washington, D.C. gewählt, wo er am 4. März 1905 die Nachfolge von Daniel Linn Gooch antrat. Nach zwei Wiederwahlen konnte er bis zum 3. März 1911 drei Legislaturperioden im Kongress absolvieren.
1910 lehnte Rhinock eine weitere Kandidatur ab. In den folgenden Jahren und Jahrzehnten engagierte er sich im Theatergeschäft. In New York City und Cincinnati war er in verschiedenen Funktionen Mitglied im Vorstand einiger Theatergesellschaften. Außerdem stieg er in das Geschäft mit Pferderennen ein, indem er sich an entsprechenden Firmen beteiligte. Joseph Rhinock starb am 20. September 1926 auf seinem Anwesen „Bonnie Crest“ nahe New Rochelle im Staat New York. Er wurde in Covington beigesetzt.